# 塚目駅
塚目駅（つかのめえき）は、宮城県大崎市古川塚ノ目字金皿（かなさら）にある、東日本旅客鉄道（JR東日本）陸羽東線の駅である。

## 歴史
- 1960年（昭和35年）5月1日：日本国有鉄道の駅として開業[3][4]。気動車の旅客のみを取り扱う駅員無配置駅[5]。
- 1987年（昭和62年）4月1日：国鉄分割民営化により、東日本旅客鉄道（JR東日本）の駅となる[3]。
- 2024年（令和6年）10月1日：えきねっとQチケのサービスを開始[1][6]。

## 駅構造
単式ホーム1面1線を有する地上駅である。待合室兼用のコンクリート製の簡易な駅舎がある。
小牛田統括センター（古川駅）管理の無人駅である。2018年（平成30年）ごろに簡易自動券売機が増設されたが、2019年（令和元年）の消費税増税後は乗車駅証明書発行機が設置されている。

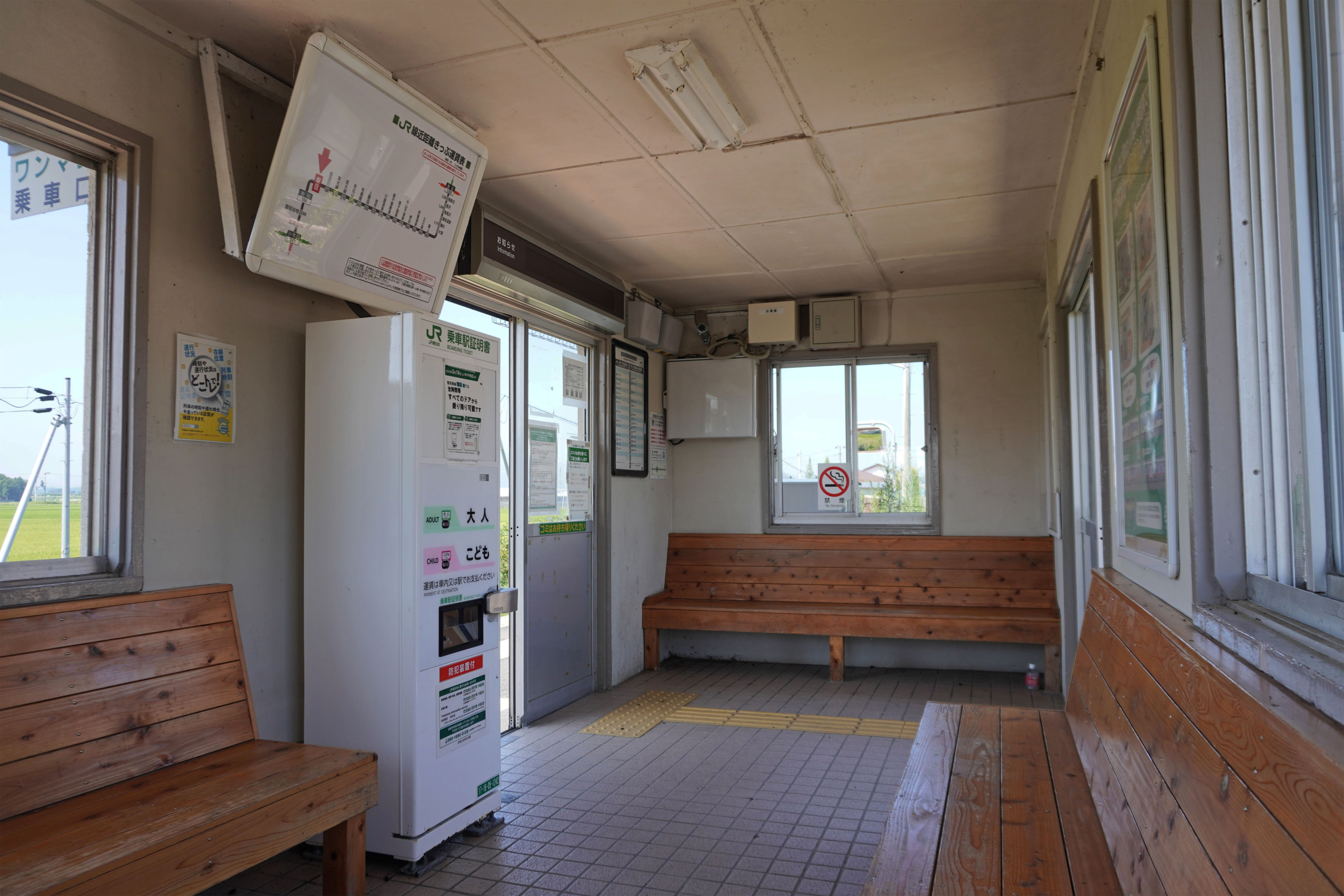
待合室（2023年7月）
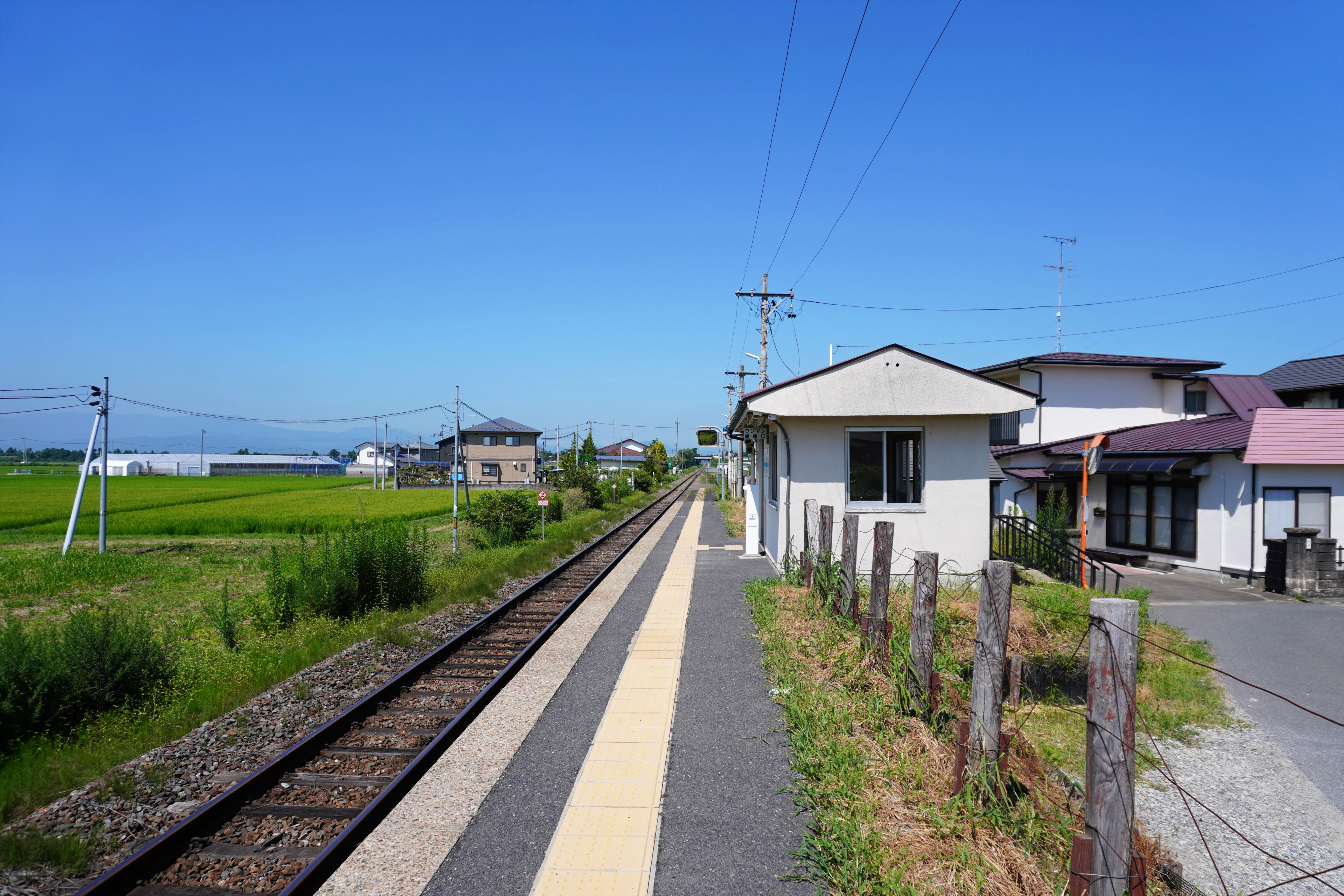
ホーム（2023年7月）

## 駅周辺
住宅が多い。
- 国道347号
- 国道4号（古川バイパス）
- 志田簡易郵便局
- 古川農業協同組合志田支店
- 大崎高等技術専門校
- ヨークベニマル古川南店
- アクロスプラザ古川南
- ミヤコーバス「塚の目」停留所

## 駅移転計画
かつて駅周辺は国道347号沿い以外はほぼ田園地帯であった。2014年（平成26年）に大崎市民病院が駅から1.5キロメートル弱の穂波地区に移転開業し、新たな商店街も誕生した。これに伴い、大崎市が駅移転を検討していることが報道された。移転により駅舎が南に移り南下する場合は、踏切を通らずに済むようになる。なお、大崎市による最新の整備方針案は、2025年（令和7年）3月に移転予定で、事業費試算は15億5100万円とされている。現駅より400メートル東の郷北公園用地が最有力候補地としている。

## 隣の駅
東日本旅客鉄道（JR東日本）
■陸羽東線
古川駅 - 塚目駅 - 西古川駅